# Каллигарис, Виола
Виола Моника Каллигарис (нем. Viola Mónica Calligaris; род. 17 марта 1996, Зарнен или Люцерн) — швейцарская футболистка, правый защитник французского клуба «Пари Сен-Жермен», выступающая на правах аренды за итальянский «Ювентус», и сборной Швейцарии.

## Клубная карьера
Каллигарис начала играть в футбол в молодёжном клубе «Гисвиль» из Обвальдена. В марте 2009 года она перешла в «Заксельн», а в сентябре того же года Каллигарис перешла в «Кринс». Затем она перешла в «Эммен Юнайтед». В 2012 году начала профессиональную карьеру в клубе «Криенс». В 2013 году Каллигарис подписал контракт со швейцарским клубом «Янг Бойз». В сезоне 2017/2018 она перешла в «Атлетико Мадрид» из испанской Примеры.
29 июня 2023 года «Пари Сен-Жермен» объявил о подписании двухлетнего контракта с Каллигарис до июня 2025 года.

## Международная карьера
В составе сборной до 17 лет Каллигарис играла в квалификационных матчах чемпионата Европы 2013 года. Несмотря на то, что в шести матчах она забила девять голов, её команда не смогла выйти в финальную стадию турнира. За сборную до 19 лет она играла на квалификационных этапах чемпионата Европы в 2014 и 2015 годах, но Швейцарии не удалось пройти квалификацию на оба турнира. В марте 2016 года Каллигарис дебютировал за национальную сборную Швейцарии в двух товарищеских матчах против США. 3 июля 2017 года Каллигарис была включена в состав сборной на чемпионат Европы 2017 года. Она сыграла в матче против Франции, заменив Мартину Мозер на 65-й минуте. 24 ноября 2017 года в матче квалификации на чемпионат мира 2019 против Беларуси Каллигарис забила свой первый гол за сборную.

## Статистика

### Международная
| Сборная   | Год  | Матчи | Голы |
| --------- | ---- | ----- | ---- |
| Швейцария | 2016 | 3     | 0    |
| Швейцария | 2017 | 7     | 2    |
| Швейцария | 2018 | 7     | 1    |
| Швейцария | 2019 | 7     | 0    |
| Швейцария | 2020 | 4     | 0    |
| Швейцария | 2021 | 1     | 0    |
| Швейцария | 2022 | 10    | 2    |
| Швейцария | 2023 | 9     | 0    |
| Швейцария | 2024 | 6     | 2    |
| Итог      | Итог | 54    | 7    |

### Голы за сборную
| № | Дата            | Место                                        | Соперник | Счёт | Результат | Турнир                  |
| - | --------------- | -------------------------------------------- | -------- | ---- | --------- | ----------------------- |
| 1 | 24 ноября 2017  | «Берформанс Арена», Шаффхаузен, Швейцария    | Беларусь | 1–0  | 3–0       | Квалификация на ЧМ 2019 |
| 2 | 28 ноября 2017  | «Тиссо Арена», Биль, Швейцария               | Албания  | 4–1  | 5–1       | Квалификация на ЧМ 2019 |
| 3 | 12 июня 2018    | Стадион ФК «Минск», Минск, Беларусь          | Беларусь | 0-5  | 0–5       | Квалификация на ЧМ 2019 |
| 4 | 2 сентября 2022 | «Бранко Чавлович-Чавлек», Карловац, Хорватия | Хорватия | 0-2  | 0–2       | Квалификация на ЧМ 2023 |
| 5 | 6 сентября 2022 | «Стад де ля Тюильер», Лозанна, Швейцария     | Молдова  | 1–0  | 15–0      | Квалификация на ЧМ 2023 |
| 6 | 5 апреля 2024   | «Летцигрунд», Цюрих, Швейцария               | Турция   | 1–0  | 3–1       | Квалификация на ЧЕ 2025 |
| 7 | 5 апреля 2024   | «Летцигрунд», Цюрих, Швейцария               | Турция   | 1–0  | 3–0       | Квалификация на ЧЕ 2025 |